# Kanton Pont-à-Mousson
Pont-à-Mousson is een kanton van het Franse departement Meurthe-et-Moselle. Het kanton maakt deel uit van het arrondissement Nancy.

## Geschiedenis
Op 22 maart 2015 werd het kanton Chambley-Bussières van het arrondissement  Briey opgeheven. De gemeenten Onville, Villecey-sur-Mad en Waville werden overgeheveld naar het kanton Pont-à-Mousson maar bleven onder het arrondissement Briey vallen tot op 1 januari 2023 de arrondissementsgrenzen in het departement werden aangepast.
Van het eveneens opgeheven kanton Dieulouard werd Dieulouard de hoofdplaats van het op dezelfde dag gevormde kanton Entre Seille et Meurthe, de overige gemeenten werden opgenomen in het kanton Pont-à-Mousson. De gemeenten Autreville-sur-Moselle, Belleville, Bezaumont, Landremont, Millery, Morville-sur-Seille, Port-sur-Seille, Sainte-Geneviève en Ville-au-Val werden van het kanton Pont-à-Mousson overgeheveld naar dit nieuwe kanton.
Ook het kanton Thiaucourt-Regniéville van het arrondissement Toul werd opgeheven en de gemeenten Arnaville, Bayonville-sur-Mad en Vandelainville, die een exclave van het kanton vormden werden overgeheveld naar het kanton Pont-à-Mousson. De gemeenten vormden nog tot op 1 januari 2023 de arrondissementsgrenzen in het departement werden aangepast een exclave van het arrondissement Toul.

## Gemeenten
Het kanton omvat de volgende gemeenten:
- Arnaville
- Atton
- Bayonville-sur-Mad
- Blénod-lès-Pont-à-Mousson
- Bouxières-sous-Froidmont
- Champey-sur-Moselle
- Fey-en-Haye
- Jezainville
- Lesménils
- Loisy
- Maidières
- Montauville
- Mousson
- Norroy-lès-Pont-à-Mousson
- Onville
- Pagny-sur-Moselle
- Pont-à-Mousson (hoofdplaats)
- Prény
- Vandières
- Vandelainville
- Villecey-sur-Mad
- Villers-sous-Prény
- Vittonville
- Waville